# Jucás
Jucás este un oraș în statul Ceará (CE) din Brazilia.